# Вадина, Ольга Владимировна
Ольга Владимировна Вадина (имя при рождении — Ольга Вадимовна фон Рот, в США — Ольга фон Рут (англ. Olga von Root); 2 декабря 1901, Севастополь, Таврическая губерния, Российская империя — 28 июня 1967, Ориндж, Калифорния) — русская и советская певица и актриса, супруга американского предпринимателя Арманда Хаммера.

## Происхождение
Всё, что было, всё, что ныло,
Всё давным-давно уплыло,
Утомились лаской губы
И натешилась душа!
Всё, что пело, всё, что млело,
Всё давным-давно истлело,
Только ты, моя гитара,
Прежним звоном хороша!
Родилась в 1901 году в Севастополе. Отец — офицер русской императорской армии, происходивший из обрусевших немцев, Вадим Николаевич Рот (фон Роот; нем. von Root), который служил в Севастопольском крепостном пехотном батальоне и к 1909 году имел чин капитана. Мать — Любовь Карловна Косцюшко-Валюжинич, дочь археолога, руководителя раскопок в Херсонесе-Таврическом в окрестностях Севастополя и основателя Херсонесского музея Карла Казимировича Косцюшко-Валюжинича (поляка-католика) и его православной жены Марии Павловны, урождённой Ревелиоти, из известной в Крыму греческой семьи, происходящей от командира балаклавского Греческого батальона и активного участника Греческой войны за независимость генерал-майора Феодосия Ревелиоти (Ревелиотиса; 1771 — не ранее 1829).
Их дочь Ольга, таким образом, была на четверть гречанкой, на четверть полькой, и на четверть (или наполовину) немкой, русского подданства и православного вероисповедания. В сословном отношении все родственники Вадиной являлись дворянами (из семей Ревелиоти, Косцюшко-Валюжинич и фон Рот).

## Биография
Ольга получала образование в Смольном институте благородных девиц в Санкт-Петербурге, куда принимались только девушки из дворянских семей, но сбежала оттуда, чтобы выступать с цыганским хором. В дальнейшем её нашли и вернули домой, однако дорога в Смольный институт была ей теперь заказана.
В 1917 году в России произошла революция, а здание Смольного института стало временной резиденцией Ленина и штаб-квартирой большевиков. Спасаясь от революционных событий, семья Вадиной уехала из Москвы, где тогда находилась, в Киев. Здесь Ольга снова выступала в кабаре. За время Гражданской войны Киев не менее восьми раз переходил из рук в руки. В какой-то момент Вадина была арестована большевиками, но освобождена после того, как в ней узнали популярную в Киеве певицу. Благодаря своей сценической репутации, она также смогла уберечь от преследований свою мать, а также сестёр и братьев.
После окончания Гражданской войны Вадина переехала в Москву, где жила с начала 1920-х до 1927 года. Здесь она была известной светской красавицей, играла в театре, а также исполняла романсы и цыганские песни. Пользовалась псевдонимом Ольга Вадина. В этот период в неё был влюблён композитор Дмитрий Покрасс, который в 1923 году посвятил ей мелодию романса «Всё, что было».
В 1927 году сыграла в короткометражном (25-минутном) немом фильме «Рейс мистера Ллойда» (режиссёр — Дмитрий Бассалыго). В том же году вышла замуж за предпринимателя Арманда Хаммера, с которым познакомилась в 1925 году в Ялте — курортном городе в Крыму, и в 1930 году уехала с ним в США, где проживала на Манхэттене. В этом браке родился один сын.
В 1943 году Вадина и Арманд Хаммер развелись.
Скончалась Ольга Владимировна Вадина (фон Рут) в 1967 году в Ориндже, штат Калифорния (поблизости от Лос-Анджелеса).
Её правнуком является американский актёр Арми Хаммер, партнёр Тимоти Шаламе по фильму «Назови меня своим именем».